# أيمن رشوق
أيمن رشوق (مواليد 24 يناير 2001) لاعب كرة قدم مغربي يجيد اللعب كمهاجم مع نادي خورفكان.

## مسيرة اللاعب
مثل نادي الوداد في الفئات السنية و لعب بعدها في الإمارات مع نادي حتا ونادي كلباء ونادي خورفكان ونادي دبا الفجيرة.

## روابط خارجية
- أيمن رشوق على موقع قاعدة بيانات كرة القدم.إي يو (الإنجليزية)
- أيمن رشوق على موقع Soccerway.com (الإنجليزية)